# Tetralonia caudata
Tetralonia caudata är en biart som beskrevs av Heinrich Friese 1905. Tetralonia caudata ingår i släktet Tetralonia och familjen långtungebin. Inga underarter finns listade i Catalogue of Life.